# جوزفين كاشمان
جوزفين إيمي كاشمان محامية ورائدة أعمال من السكان الأصليين الأستراليين. كانت كاشمان عضوًا أولًا في المجلس الاستشاري للسكان الأصليين التابع لرئيس الوزراء في عام 2013، والذي تم تعيينه من قبل توني أبوت .

## حياة مهنية
كاشمان هي محامية وسيدة أعمال، وكانت عضوًا أولًا في المجلس الاستشاري للسكان الأصليين التابع لرئيس الوزراء توني أبوت في عام 2017.  كما ألقت كلمة أمام مجلس حقوق الإنسان التابع للأمم المتحدة ركزت على العنف ضد فتيات ونساء السكان الأصليين . 